# Adaglossum
× Adaglossum (abreviado Adgm) es un híbrido intergenérico entre los géneros de orquídeas Ada x Odontoglossum. Fue publicado en Orchid Rev. 21: 298 (1913).